# Sokolac (Bijelo Polje)
Pour les articles homonymes, voir Sokolac.
Sokolac (en serbe cyrillique: Соколац) est un village du nord-est du Monténégro, dans la municipalité de Bijelo Polje.

## Démographie

### Évolution historique de la population[1]
| 1948 | 1953 | 1961 | 1971 | 1981 | 1991 | 2003 |
| ---- | ---- | ---- | ---- | ---- | ---- | ---- |
| 354  | 359  | 421  | 423  | 304  | 222  | 184  |